# Poolbillard-Weltrangliste
Die Poolbillard-Weltrangliste ist eine vom Weltverband WPA herausgegebene Weltrangliste in der Billardvariante Poolbillard. Gelistet sind die Teilnehmer der Weltranglistenturniere der vergangenen zwölf Monate entsprechend ihrer Ergebnisse bei diesen Turnieren. Sie wird zumeist nach jedem Turnier aktualisiert. Die Anzahl der bei den Ranglistenturnieren vergebenen Punkte richtet sich nach der Höhe des ausgeschütteten Preisgeldes und der Anzahl der Teilnehmer.

## Liste der Weltranglistenersten (Herren)
Im Folgenden sind die Weltranglistenersten seit 2011 chronologisch aufgelistet.
| Spieler              | Nation            | von            | bis            | Dauer (in Monaten) | Quellen                                          |
| -------------------- | ----------------- | -------------- | -------------- | ------------------ | ------------------------------------------------ |
| Francisco Bustamante | Philippinen       | Januar 2011    | April 2011     | 4                  | [ 2 ]                                            |
| Antonio Lining       | Philippinen       | April 2011     | Mai 2011       | 1                  | [ 3 ]                                            |
| Dennis Orcollo       | Philippinen       | Mai 2011       | Februar 2012   | 8                  | [ 4 ] [ 5 ] [ 6 ] [ 7 ] [ 8 ]                    |
| Yukio Akakariyama    | Japan             | Februar 2012   | Juli 2012      | 5                  | [ 9 ]                                            |
| Darren Appleton      | England           | Juli 2012      | November 2012  | 4                  | [ 10 ] [ 11 ] [ 12 ]                             |
| Chang Jung-Lin       | Chinesisch Taipeh | November 2012  | Juni 2013      | 7                  | [ 13 ] [ 14 ] [ 15 ]                             |
| Darren Appleton      | England           | Juni 2013      | September 2013 | 3                  | [ 16 ]                                           |
| Thorsten Hohmann     | Deutschland       | September 2013 | Juni 2014      | 9                  | [ 17 ] [ 18 ] [ 19 ] [ 20 ] [ 21 ]               |
| Niels Feijen         | Niederlande       | Juni 2014      | Dezember 2014  | 6                  | [ 22 ] [ 23 ] [ 24 ] [ 25 ]                      |
| Chang Yu-Lung        | Chinesisch Taipeh | Dezember 2014  | Februar 2015   | 2                  | [ 26 ] [ 27 ]                                    |
| Carlo Biado          | Philippinen       | Februar 2015   | Juli 2015      | 5                  | [ 28 ]                                           |
| Albin Ouschan        | Österreich        | Juli 2015      | September 2015 | 2                  | [ 29 ]                                           |
| Ko Pin-yi            | Chinesisch Taipeh | September 2015 | August 2016    | 11                 | [ 30 ] [ 31 ] [ 32 ] [ 33 ] [ 34 ] [ 35 ] [ 36 ] |
| Cheng Yu-hsuan       | Chinesisch Taipeh | August 2016    | November 2016  | 3                  | [ 37 ] [ 38 ] [ 39 ]                             |
| Chang Jung-Lin       | Chinesisch Taipeh | November 2016  | Dezember 2016  | 1                  | [ 40 ] [ 41 ] [ 42 ]                             |
| Ko Pin-yi            | Chinesisch Taipeh | Dezember 2016  | Juni 2017      | 6                  | [ 43 ] [ 44 ] [ 45 ]                             |
| Chang Jung-Lin       | Chinesisch Taipeh | Juni 2017      | Februar 2018   | 7                  | [ 46 ] [ 47 ] [ 48 ] [ 49 ] [ 50 ] [ 51 ] [ 52 ] |
| Carlo Biado          | Philippinen       | Februar 2018   | Oktober 2018   | 8                  | [ 53 ] [ 54 ]                                    |
| Eklent Kaçi          | Albanien          | Oktober 2018   | Dezember 2018  | 2                  | [ 55 ] [ 56 ]                                    |
| Chang Jung-Lin       | Chinesisch Taipeh | Dezember 2018  | Januar 2019    | 1                  | [ 57 ]                                           |
| Alexander Kazakis    | Griechenland      | Januar 2019    | Februar 2019   | 1                  | [ 58 ]                                           |
| Joshua Filler        | Deutschland       | Februar 2019   | Januar 2020    | 11                 | [ 59 ] [ 60 ]                                    |
| Ko Ping-chung        | Chinesisch Taipeh | Januar 2020    |                |                    | [ 61 ] [ 62 ]                                    |

## Aktuelle Weltrangliste
Die folgende Tabelle gibt die 20 derzeit bestplatzierten Spieler der Weltrangliste an.
| Platz                    | Spieler                | Punkte |
| ------------------------ | ---------------------- | ------ |
| 1                        | Francisco Sánchez Ruíz | 51.015 |
| 2                        | Joshua Filler          | 42.530 |
| 3                        | Mario He               | 40.055 |
| 4                        | Wiktor Zieliński       | 37.020 |
| 5                        | Konrad Juszczyszyn     | 32.705 |
| 6                        | John Morra             | 32.185 |
| 7                        | Sanjin Pehlivanović    | 31.610 |
| 8                        | Eklent Kaci            | 31.245 |
| 9                        | Fedor Gorst            | 30.910 |
| 10                       | Ko Ping-chung          | 30.815 |
| 11                       | Maximilian Lechner     | 30.675 |
| 12                       | Albin Ouschan          | 30.630 |
| 13                       | Shane van Boening      | 30.065 |
| 14                       | Alexander Kazakis      | 29.785 |
| 15                       | Naoyuki Oi             | 29.560 |
| 16                       | Daniel Macioł          | 29.140 |
| 17                       | Denis Grabe            | 28.885 |
| 18                       | Tyler Styer            | 28.135 |
| 19                       | Jayson Shaw            | 27.540 |
| 20                       | Chang Jung Lin         | 27.495 |
| Stand: 7. September 2023 |                        |        |